# Function as a service
Function as a service (FaaS, littéralement « fonction en tant que service ») est une catégorie de services de cloud computing qui fournit une plate-forme permettant aux clients de développer, d'exécuter et de gérer des fonctionnalités d'application sans la complexité de la construction et de la maintenance de l'infrastructure généralement associée au développement et au lancement d'une application.
La création d'une application suivant ce modèle est un moyen d'obtenir une architecture « sans serveur » et est généralement utilisée lors de la création d'applications de microservices.